# 单车道

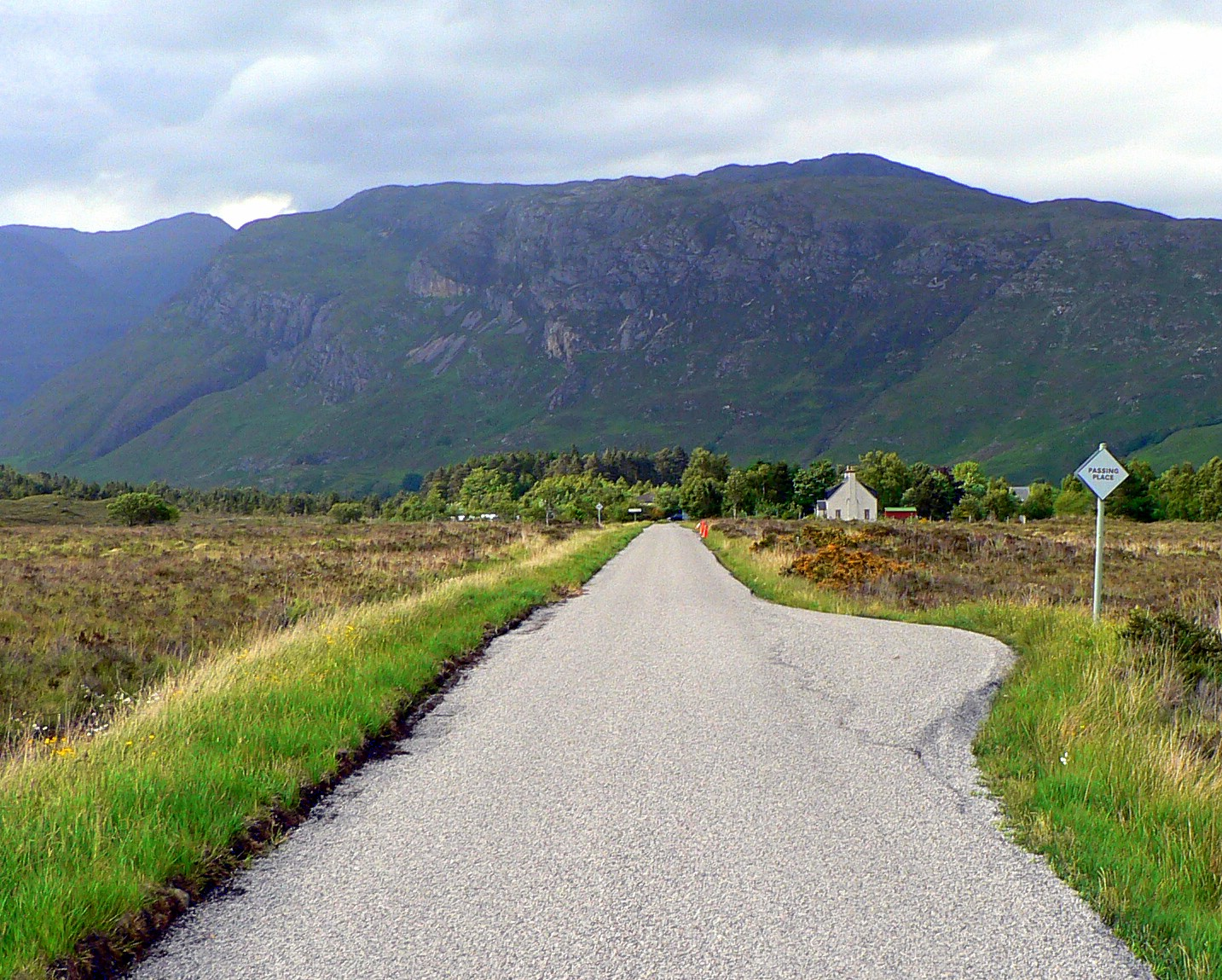
蘇格蘭的单车道

单车道是指可以双向行驶的道路，但是道路寬度僅能容納一輛汽車通行，即無法讓让兩輛車輛並行。这种道路在农村地區比較很常见。很多单车道，在每隔一段距離會会设有比较宽的会车地點。